# Bitwa nad rzeką Alią
Bitwa nad rzeką Alią – starcie zbrojne, które miało miejsce nad rzeką Alią w roku 390 p.n.e. w trakcie wojny Rzymian z Celtami (390 p.n.e.–387 p.n.e.). 
W latach 90 IV w. p.n.e. Rzymianom zaczęły zagrażać plemiona celtyckie, które podbiły północną Italię. W 391 p.n.e. wódz Senonów Brennus zaatakował miasto etruskie Clusium, które zwróciło się z pomocą do Rzymu. Rok później Celtowie skierowali się ku Rzymowi. Kilkanaście kilometrów na północ od miasta obie armie spotkały się nad rzeką Alią, lewobrzeżnym dopływem Tybru, prawdopodobnie dzisiejszym Fosso della Bettina. Rzymianie stanęli na północnym brzegu rzeki tworząc centrum i lewą flankę szeregu, chronioną przez bagna. Na prawym skrzydle ustawiono wojska Latynów, które zajęły niewielkie wzniesienie górujące nad polem bitwy. 
Wojska Brennusa rozpoczęły bitwę uderzając na centrum Rzymian i prawe skrzydło zajmowane przez Latynów. Atak okazał się skuteczny i wywołał panikę w szeregach Rzymian, którzy rzucili się do ucieczki. Celtowie w pościgu zabili wielu przeciwników, mnóstwo Rzymian utonęło w bagnach. Niedobitki Rzymian i Latynów zbiegły do Rzymu oraz na ziemie Wejów. Po bitwie Celtowie ruszyli na Rzym, który po 7-miesięcznym oblężeniu zdobyli i splądrowali. Następnie obładowani łupami zawrócili do swoich siedzib. Nie zdobyli jedynie Kapitolu, gdyż według legendy, znużonych obrońców zaalarmowały gęsi kapitolińskie, ptaki poświęcone bogini Junonie.